# رون موريس (لاعب كرة قدم كندية)
رون موريس (بالإنجليزية: Ron Morris)‏ هو لاعب كرة قدم كندية أمريكي، ولد في 1936.